# Le Monument fantôme
Le Monument fantôme (The Ghost Monument) est le deuxième épisode de la onzième saison de la seconde série télévisée britannique Doctor Who. Il est diffusé le 14 octobre 2018 sur la chaîne de télévision britannique BBC One.

## Distribution
Sauf indication contraire, les informations mentionnées dans cette section peuvent être confirmées par la base de données cinématographiques IMDb,  présente dans la section « Liens externes ».
- Jodie Whittaker : Treizième Docteur
- Mandip Gill : Yasmin Khan
- Tosin Cole : Ryan Sinclair
- Bradley Walsh : Graham O'Brien
- Shaun Dooley : Epzo
- Susan Lynch : Angstrom
- Art Malik : Ilin
- Ian Gelder (en) : Remnants (voix)

## Synopsis
Après être arrivés dans l'espace lointain par erreur, le Treizième Docteur et ses amis sont secourus par Angstrom et Epzo, deux pilotes humanoïdes en compétition dans une grande course intergalactique. Atteignant la planète morte mais hostile de Désolation, légèrement éloignée de son champ de gravité, le groupe et les pilotes rencontrent l'organisateur de la course Ilin, à l'aide d'un hologramme longue distance. Les deux pilotes apprennent que l'événement final de la course consiste à atteindre un objet appelé le Monument Fantôme pour l'extraction avant que la planète fasse une journée complète. Le Docteur, curieuse, apprend grâce aux données d'Ilin qu'il s'agit du TARDIS, bloqué à mi-phase en raison des dommages qu'il a subis lors de la régénération (Il était deux fois). Rejoignant les pilotes dans leur course, le Docteur promet de ramener ses nouveaux amis à la maison une fois qu'ils auront atteint la ligne d'arrivée.

### Continuité
- Le Docteur utilise l'Aïkido vénusien pour paralyser Epzo. Cet art martial a déjà été vu maîtrisé par le Troisième Docteur et le Douzième Docteur.
- À partir de cet épisode jusqu'à l'épisode La Bataille de Ranskoor Av Kolos, il n'y a pas de séquence pré-générique pour tous les épisodes (l'épisode commence directement par le générique). C'est la première fois que cela a lieu dans la nouvelle série, à l'exception de certains épisodes comme Rose.

## Production et diffusion

### Diffusion
Le Monument fantôme est diffusé pour la première fois en France le 18 octobre 2018 sur France 4, en version originale sous-titrée à 22 h 45 ainsi que le 13 janvier 2019 à 19 h 5 pour la version française.